# Rolls-Royce Phantom II
Rolls-Royce Phantom II — модель люкс-класу британської компанії Rolls-Royce Limited, що випускалась впродовж 1929–1935 років. У США до 1931 випускалась модель Rolls-Royce Phantom I. Було виготовлено 1680 машин Фантом ІІ.

## Конструкція
Модель успадкувала від попередньої рядний мотор з верхнім розміщенням клапанів типу OHV об'ємом 7668 см³, але із збільшеною потужністю 120 к.с. (88 кВт) при 3500 об/хв. Це була остання модель Rolls-Royce з 6-циліндровим мотором, яку проектували під особистим контролем Генрі Ройса. На автомашину встановлювали ручну 4-ступінчасту коробку передач з синхронізаторами 3 і 4 передач (з 1935 ще 2). На усіх колесах були встановлені барабанні гальма з сервоприводом. Встановлення напівелептичних ресор на передній і задніх осях дозволило понизити висоту авто.
Випускались спортивні модифікації даної моделі на шасі з скороченою колісною базою (3657,6 мм). На них встановлювали зазвичай полегшені кузови для економії ваги. Для збільшення потужності застосовували заслінку у системі вихлопу, застосування якої заборонили у Великій Британії.
У континентальній Європі модель Rolls-Royce Phantom II продавали у версії «Continental» (281 машин), зокрема 125 з лівостороннім розміщенням керма. Марка Bentley, що з 1931 належала компанії Rolls-Royce, повернула це позначення для своїх спортивних моделей R-Type Continental, S1 Continental, S2 Continental, S3 Continental (1952–1965).
Загалом у Дербі виготовили 1281 шасі усіх модифікацій. На них переважно встановлювали кузови спеціалізованих фабрик Park Ward, Thrupp & Maberly, H. J. Mulliner & Co., Hooper.
З 1935 на заміну прийшла модель Rolls-Royce Phantom III.

## Кузови Rolls-Royce Phantom II

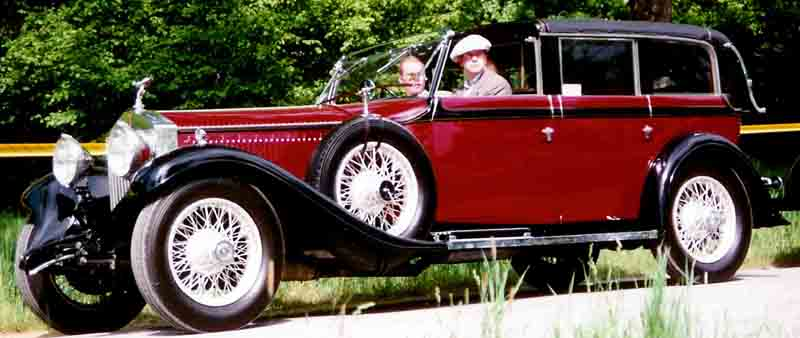
Кабріолет 1929
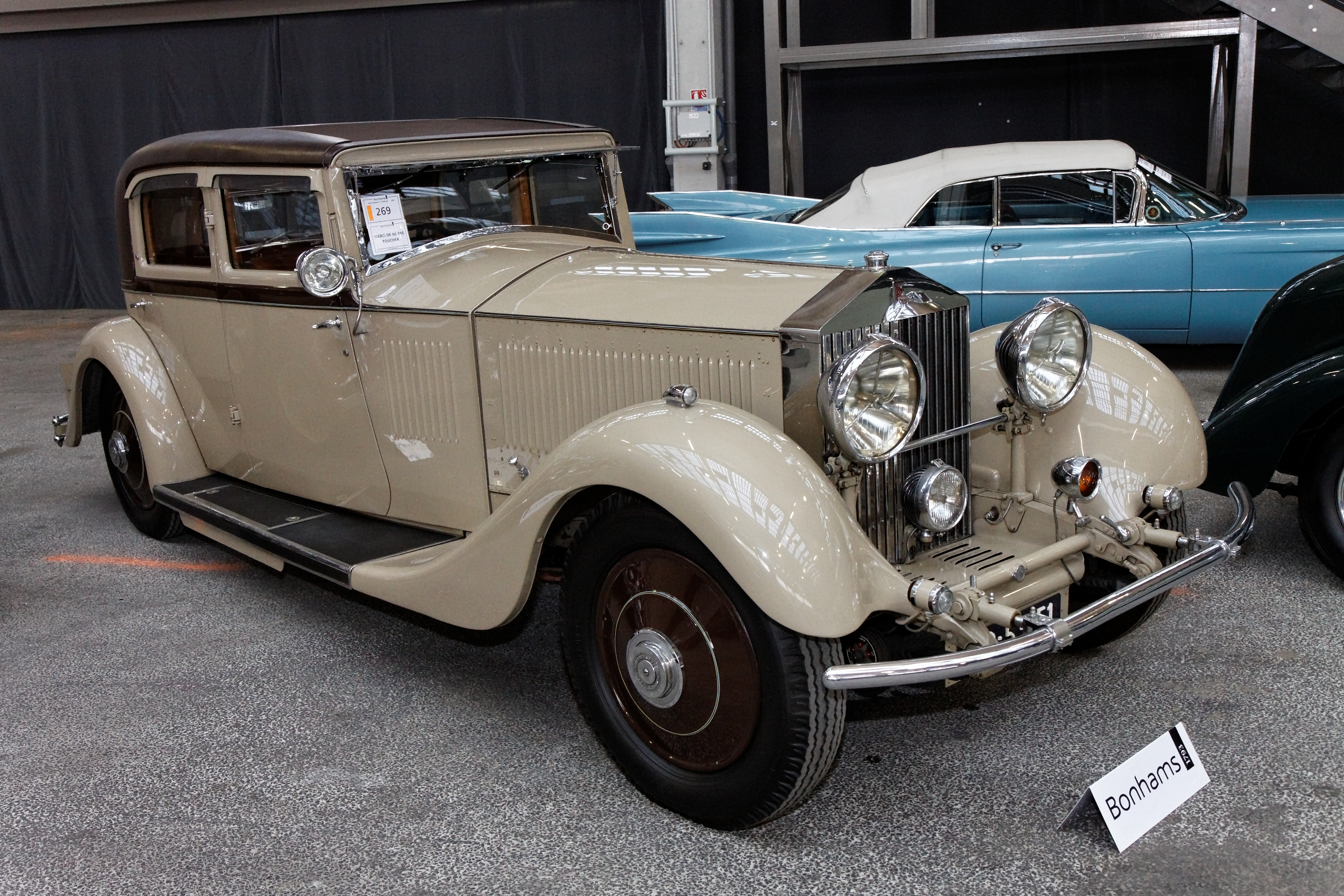
"Continental" Спортивний салон. 1931
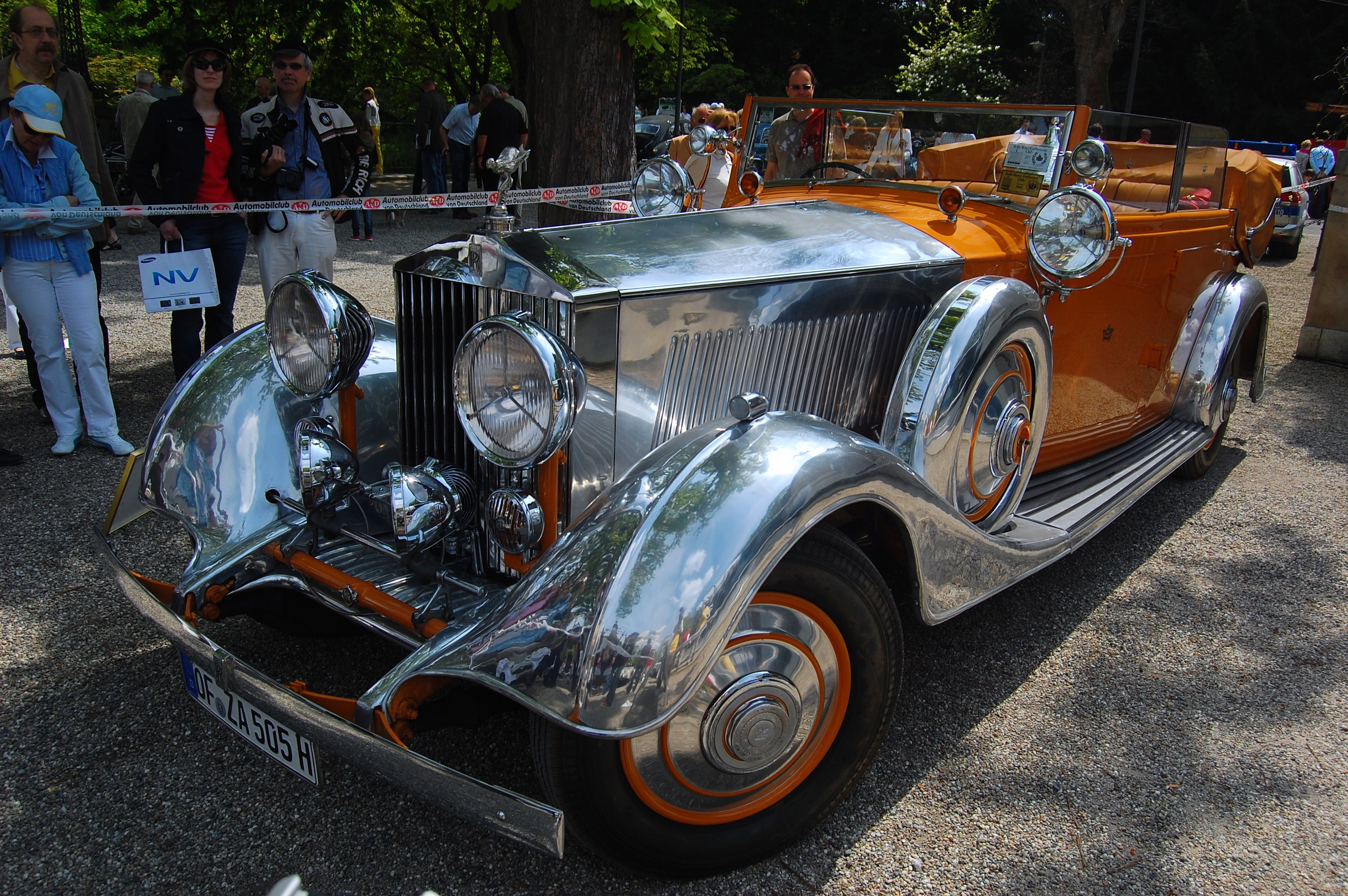
Thrupp & Maberly. Кабріолет магараджі Раджкоту. 1934
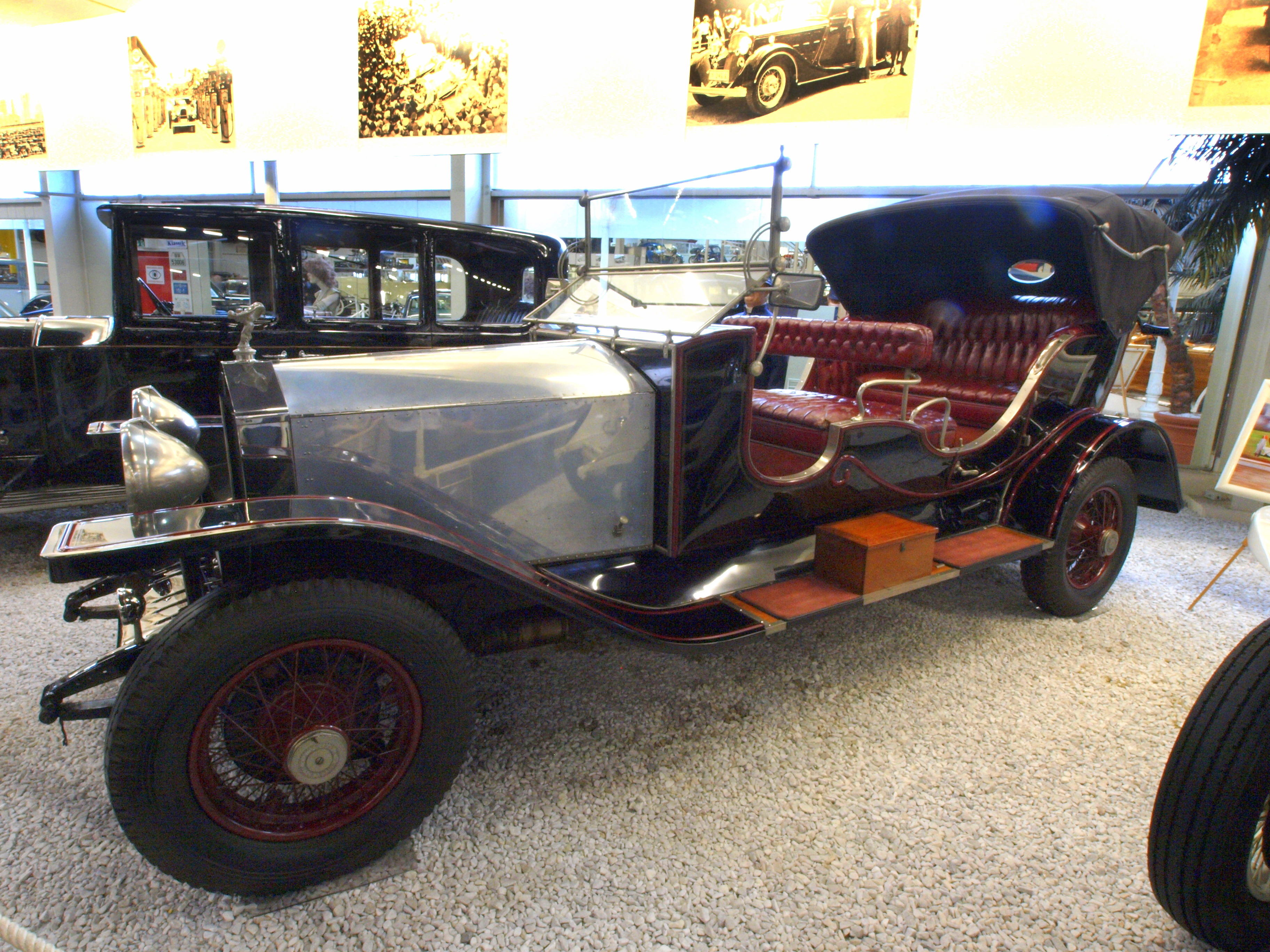
турінг магараджі
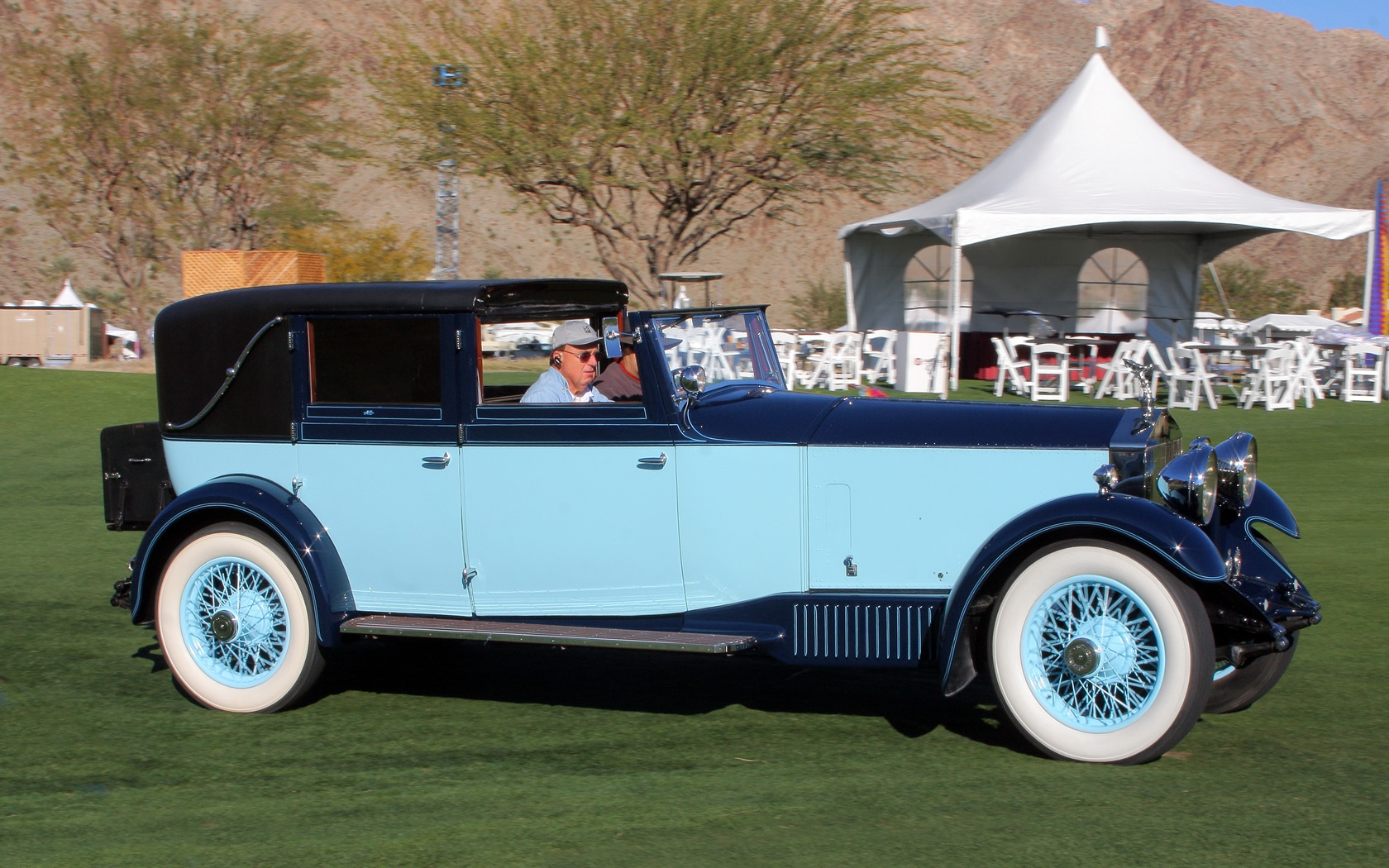
купе де вілле. 1930
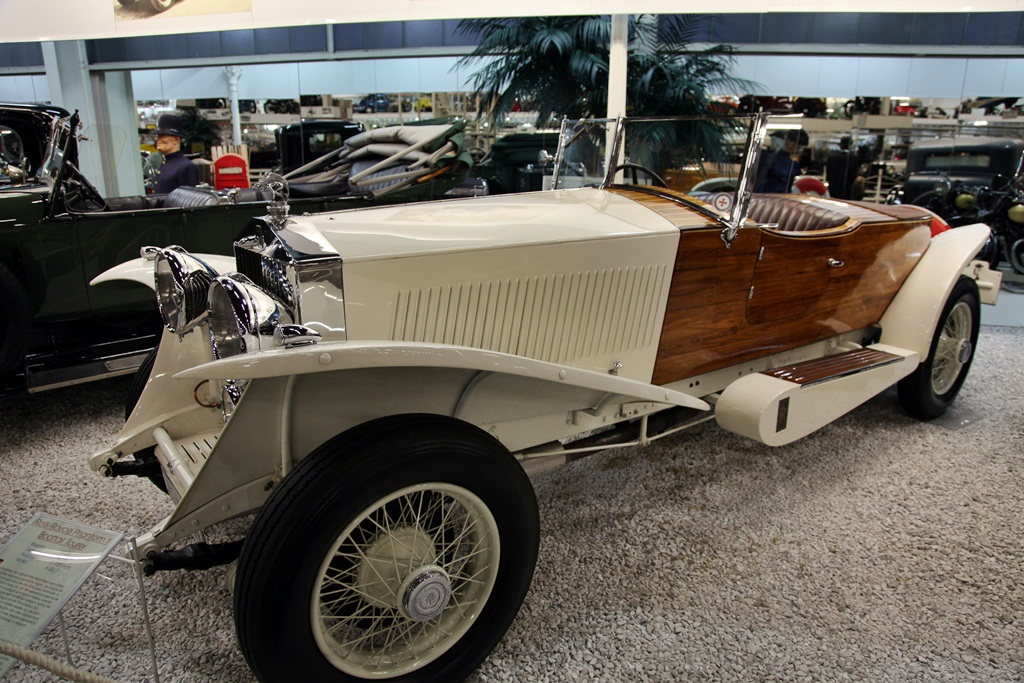
кузов-човен. 1933
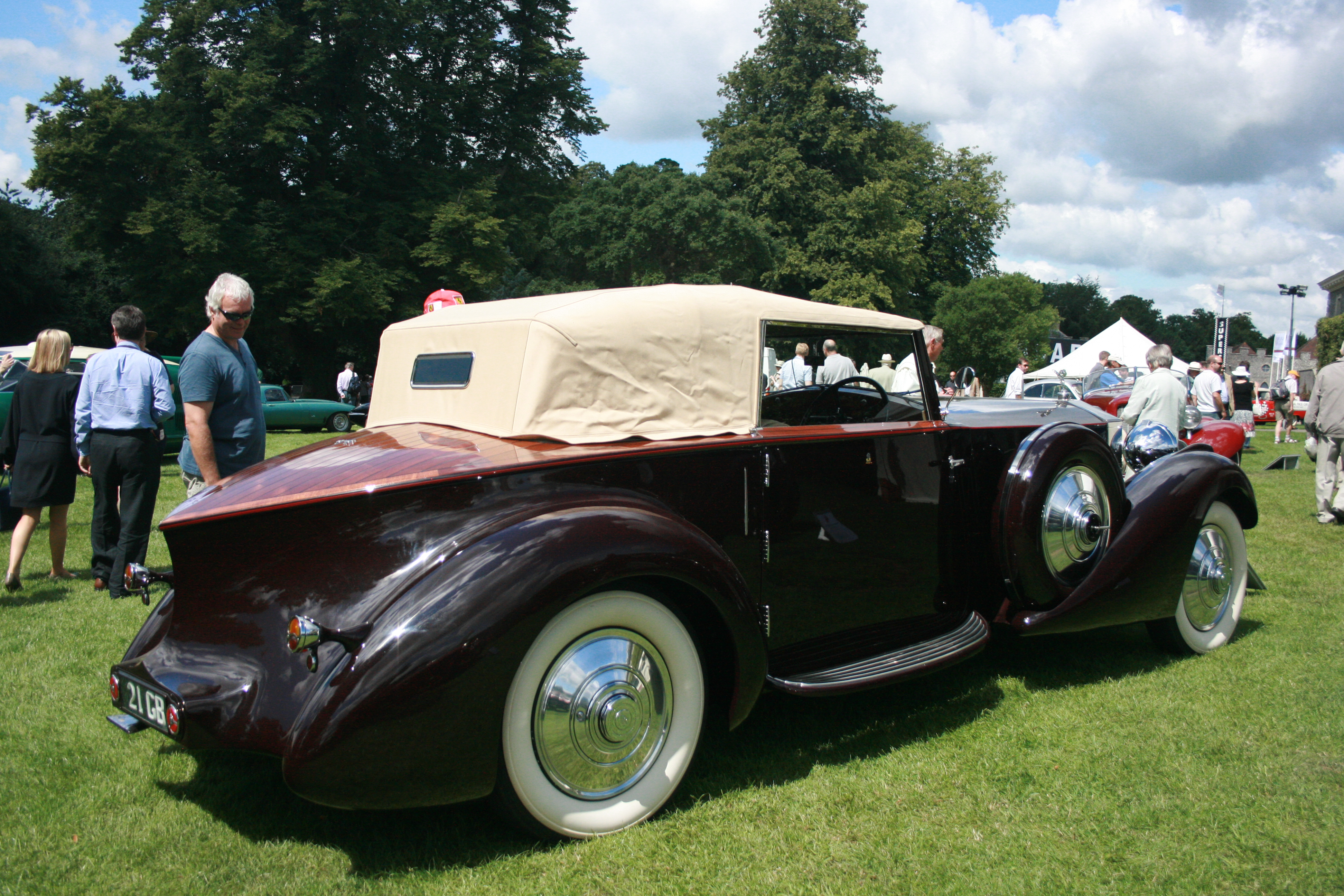
торпедо. 1930
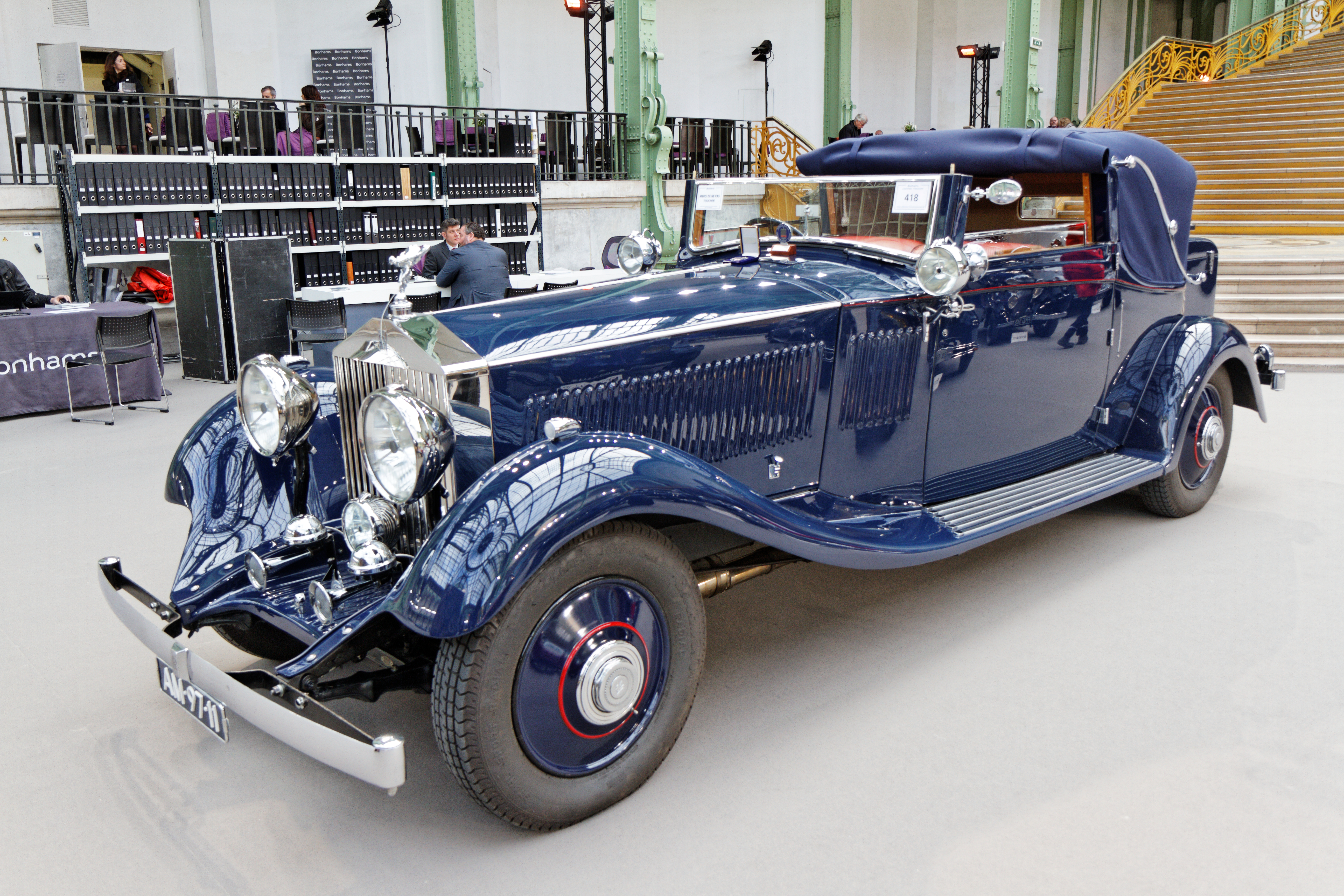
купе. 1935